# دیوید لیپسکی
```
دیوید لیپسکی
 (متولد ۲۰ ژوئیه ۱۹۶۵) نویسنده آمریکایی است. آثار او جزء پرفروش‌های 
نیویورک تایمز
، 
تایم
 بوده و در بهترین نویسندگی مجله آمریکایی و مجموعه بهترین داستان‌های کوتاه آمریکایی آمده‌است.
```

لیپسکی جایزه مجله جهانی را در سال ۲۰۰۹ دریافت کرد. او یکی از ویراستارهای مجله رولینگ استون است. او در حال حاضر در شهر نیویورک زندگی می‌کند.

## پیش زمینه و تحصیلات
دیوید لیپسکی در نیویورک متولد شد، و پسر نقاش پت لیپسکی می‌باشد. او از دبیرستان استویوسانت در سال ۱۹۸۳ فارغ‌التحصیل شد. او از دانشگاه براون فارغ‌التحصیل شد، و با نویسنده جان هاکس تحصیل می‌کرد. او مدرک ارشد خود را از دانشگاه جانز هاپکینز دریافت کرد، و در آنجا با نویسنده جان بارت تحصیل می‌کرد. لیپسکی در حال حاضر رشته نویسندگی خلاق را در دانشگاه نیویورک تدریس می‌کند.

 در هنگام دوران کارشناسی، لیپسکی داستان خود را به نام «سه هزار دلار» در مجله نیویورکر به چاپ رساند، و توسط ریموند کارور به عنوان یکی از بهترین داستان‌های کوتاه سال ۱۹۸۶ انتخاب شد. کارور از جوان بودن نویسنده متحیر شد و در مقدمه خود نوشت، 
اقرار می‌کنم که قبلاً آثار دیوید لیپسکی را نخوانده بودم. آیا خواب بودم یا چند داستان، یا شاید هم دو داستان از او را از داده بودم؟ نمی‌دانم. اما این را می‌دانم که از این به بعد باید بیشتر به آثار او توجه کنم.

## کتابشناسی

### غیر داستانی
- طوطی و ایگبو (۲۰۱۶)
- اگرچه بدون شک در آخر خودتان خواهید شد: سفر جاده ای با دیوید فاستر والاس (۲۰۱۰)
- کاملاً آمریکایی: چهار سال در وست پونت (۲۰۰۳)

### رمان‌ها
- نمایشگاه هنر (۱۹۹۶)

### داستان‌های کوتاه
- سه هزار دلار (۱۹۸۶)

### گلچین‌های ادبی
- نویسندگی بهترین مجله آمریکایی (۲۰۰۹)
- بهترین داستان‌های کوتاه آمریکایی (۱۹۸۶)